# Бушмены

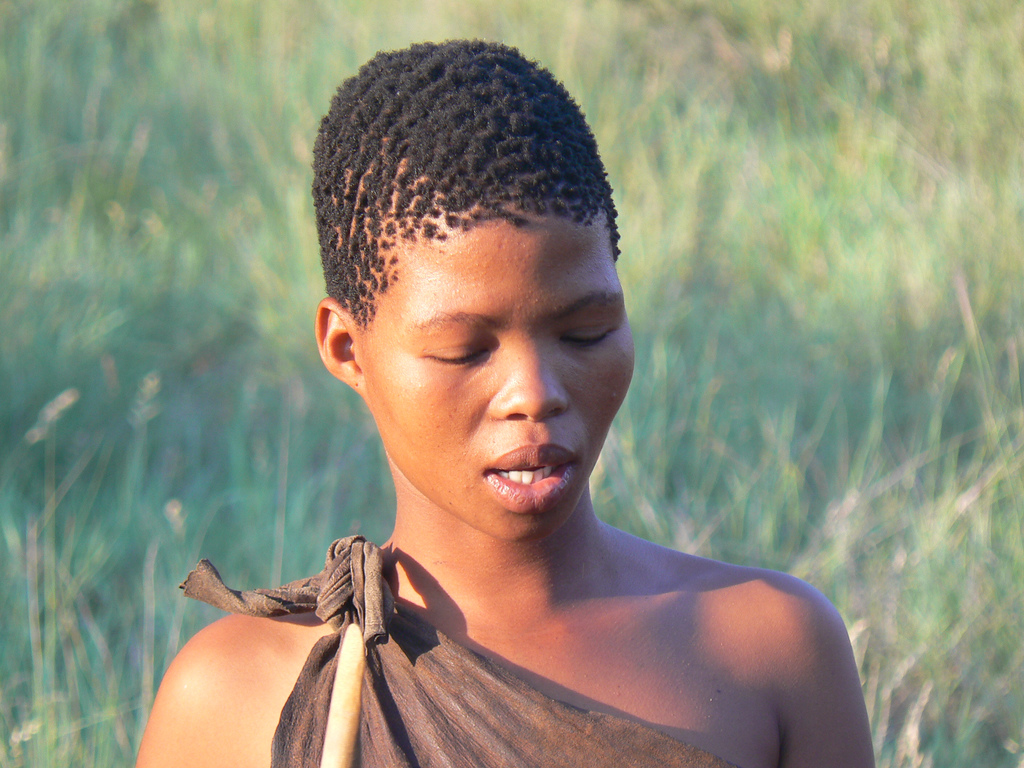
Бушменка из Ботсваны

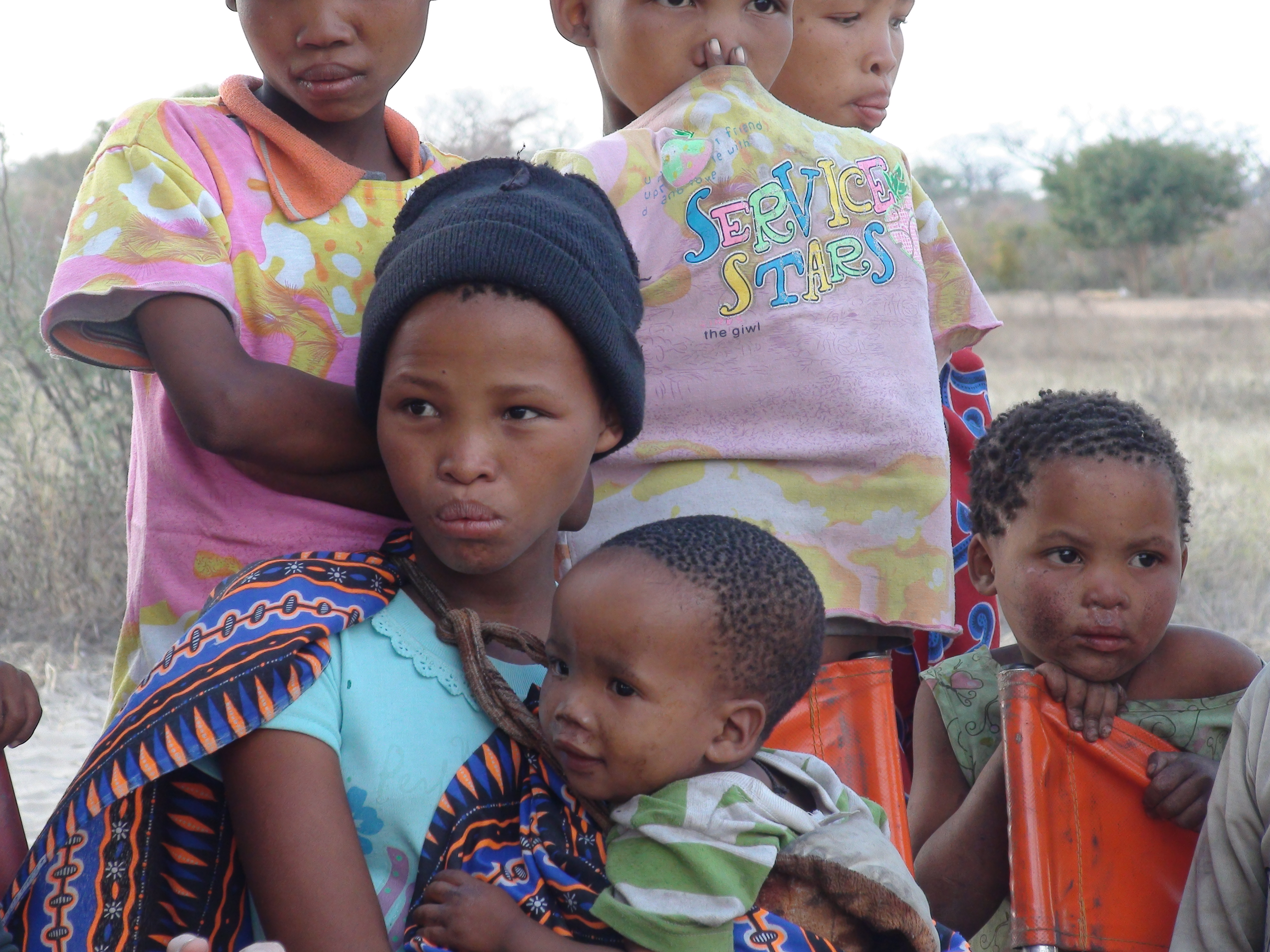
Бушменские дети из Намибии

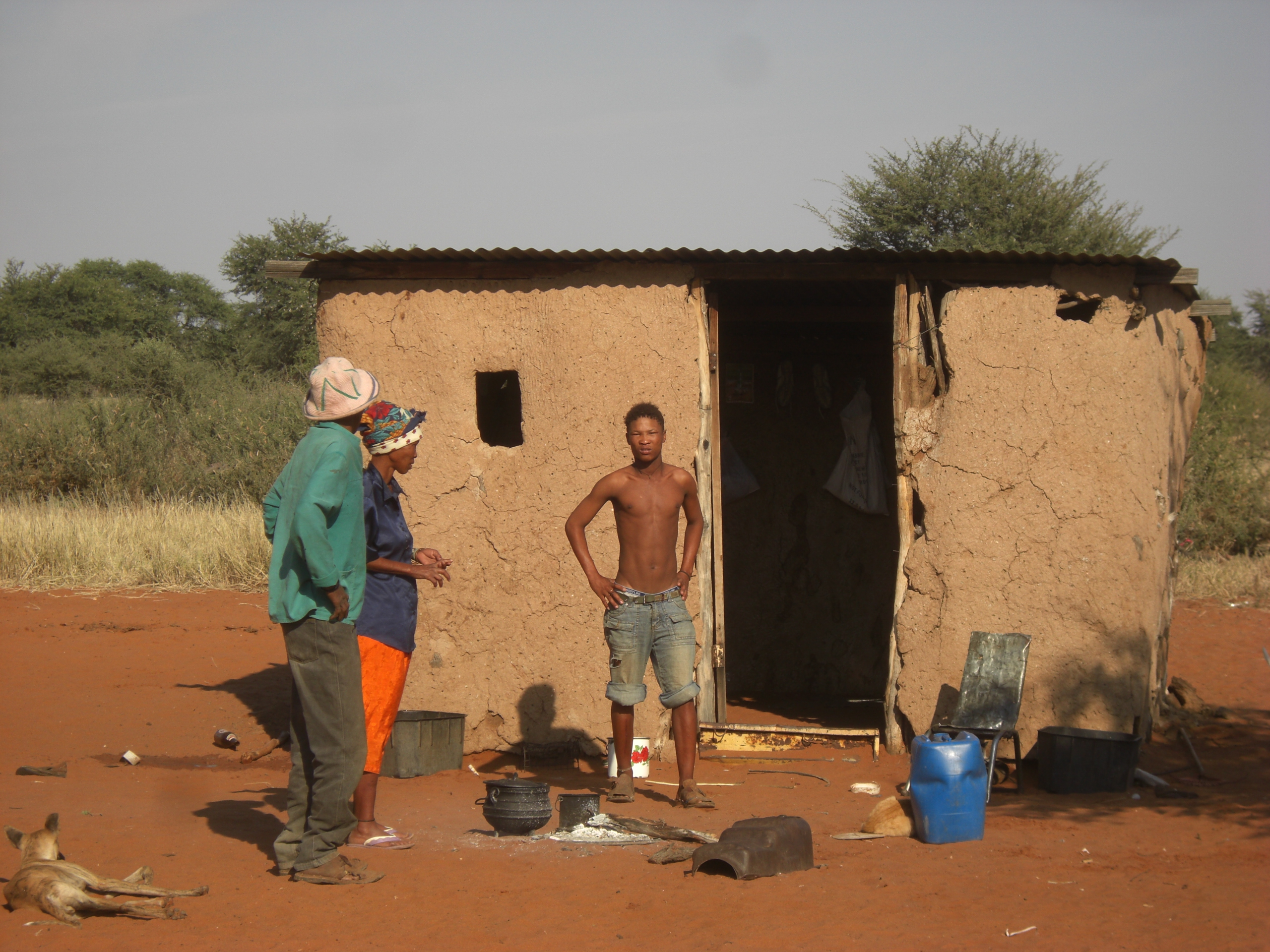
Жилище бушменов в резервации, Намибия

Бушме́ны (сан, са, сонква, масарва, басарва, куа) — собирательное название, применяемое к нескольким коренным южноафриканским народам охотников-собирателей, говорящим на койсанских языках и относимым к капоидной расе. Общая численность — около 100 тысяч человек. По новейшим данным, обладают наиболее древним генотипом, являются носителями древнейшей Y-хромосомной гаплогруппы А.
Проживают на территории Южной Африки, которая охватывает Ботсвану, Намибию, Анголу, Замбию, Зимбабве и Лесото.

## Общие сведения о бушменах
Английское «бушмен» (англ. Bushman) означает «человек степи» (англ. Bush — «кустарник, местность, поросшая кустарником») и иногда считается оскорбительным (название им дали ещё до англичан колонисты из Голландии, от нидерл. bosjesman — «лесной человек»); однако сами бушмены не имеют общего для всех племён самоназвания, а наиболее широко распространённое в ЮАР альтернативное название «сан» (San) является готтентотским (на языке нама) и носит в этом языке пейоративный оттенок («аутсайдер», «чужой»). Согласно антропологу Ричарду Боршею Ли, к концу 1990-х самоназвание «сан» получило достаточное распространение среди бушменов.
Антропологически отличаются от других негроидов, поскольку имеют более светлую кожу и некоторые другие характерные особенности; относятся к так называемой капоидной малой расе. Представители этой народности имеют очень низкий рост, до 150 сантиметров. Кожа имеет красноватый оттенок и склонность к преждевременному образованию морщин. Лицо имеет монголоидные черты. Особенность национальной кухни заключается в употреблении в пищу «бушменского риса» — личинок муравьёв. Лакомством считается жареная саранча.
Бушмены традиционно вели полукочевой образ жизни, сезонно перемещаясь в определённых областях, в зависимости от наличия ресурсов, таких как вода, дикие животные и съедобные растения.

## История
Время заселения Южной Африки бушменами точно не известно. Генетические расхождения бушменов и остального человечества насчитывают по крайней мере 60 тыс. лет. Набор инструментов, близких к тем, которые используют современные сан, был обнаружен в пограничной пещере в провинции Квазулу-Натал в 2012 году и датируется ок. 44000 г. до н. э. Древнейший череп бушменского типа насчитывает 10 тыс. лет. Генетические данные демонстрируют древнее расселение бушменов в Южной Африке (ЮАР, Ангола, Мозамбик, Лесото, Ботсвана, Намибия). Исследование генетического разнообразия африканских стран, завершённое в 2009 году, показало, что бушмены относятся к пяти группам населения с самыми высокими измеренными уровнями генетического разнообразия среди 121 отдельной выборки африканских популяций. Определённые группы бушменов являются одной из 14 известных до сих пор «наследственных групп населения», то есть «группы населения с общим генетическим происхождением, которые разделяют этническую принадлежность и сходство как в своей культуре, так и в свойствах своих языков».
Начиная с XV века н. э. постепенно вытеснялись пришедшими с севера бантуязычными скотоводами вглубь пустыни Калахари. Сильно пострадали от европейских колонизаторов в период с середины XVII века по начало XX-го, за который было уничтожено порядка 200 000 человек аборигенного населения. Выжившие либо уходили вглубь пустыни, либо становились рабами на фермах. Систематического преследования бушменов не происходило только на территории Ботсваны.
В настоящее время немногие бушмены сохраняют традиционный образ жизни, большинство является рабочими на фермерских хозяйствах.
В декабре 2005 года Рой Сезана, руководитель ботсванской общественной организации «Первые народы Калахари» был награждён премией «За правильный образ жизни» (The Right Livelihood Award) за «решительное сопротивление выселению бушменов с родных земель и защиту права на традиционный образ жизни».
В Восточной Африке живут ведущие сходный образ жизни, но не родственные бушменам хадза, которых иногда называют «бушменами Восточной Африки».

## Социальный строй
Бушмены живут группами, состоящими из нескольких семей. Вождей у них нет, но у каждой группы есть знахарь, которому приписывается умение общаться с духами, вызывать дождь, лечить болезни.
Традиционная организация сан состоит из нескольких уровней. Начало она берёт из нуклеарной семьи, затем она поднимается на уровень общины, затем на уровень объединения общин, затем она поднимается до уровня диалектной группы, восходящей к лингвистической группе. Формальные лидеры часто отсутствуют. Основу общины составляют объединения пар. Часто брак моногамный, но полигамия имеет место. Раньше была распространена отработка за невесту.

## Язык
Бушмены говорят на койсанских языках, на которых также говорят готтентоты. Эти языки отличаются от всех остальных языков мира тем, что в них широко распространены щёлкающие согласные.
Письменности до прихода европейцев не существовало. Устно из поколения в поколение передают сказки, легенды и песни.

## Фольклор
Бушменские сказки и легенды выделяются среди всех остальных сказок и по своей форме, и по содержанию: это не столько сказки, сколько басни и мифы.
Действующими лицами в них выступают животные, и прежде всего кузнечик, которому приписывается создание Солнца, Луны и многих животных. Небесные светила бушмены также наделяют именами животных. Так, пояс Ориона они называют тремя самками черепахи, висящими на палке; Южный Крест — львицами; Магелланово облако — каменным козлом. Своих предков они наделяют зооантропоморфными признаками, это полулюди-полуживотные. До наших дней дошли наскальные изображения предков бушменов. Ко времени появления европейцев в Южной Африке, ещё в середине XVII века, бушмены жили в условиях каменного века.

## Галерея

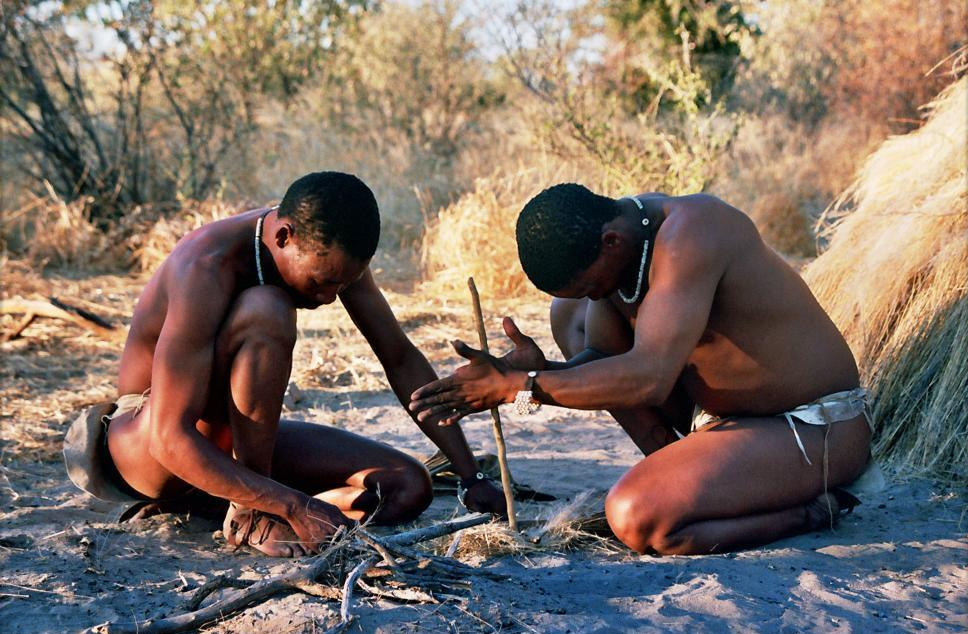
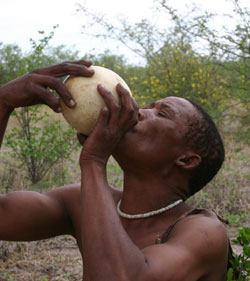
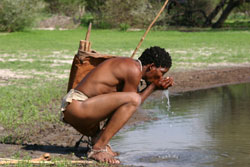
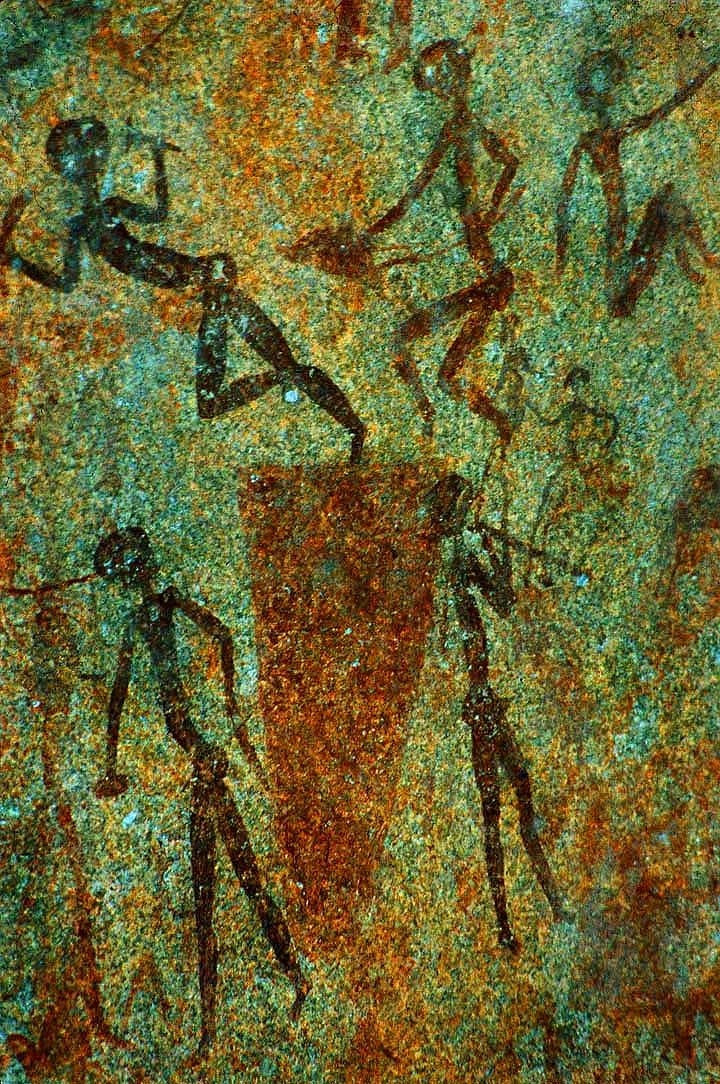
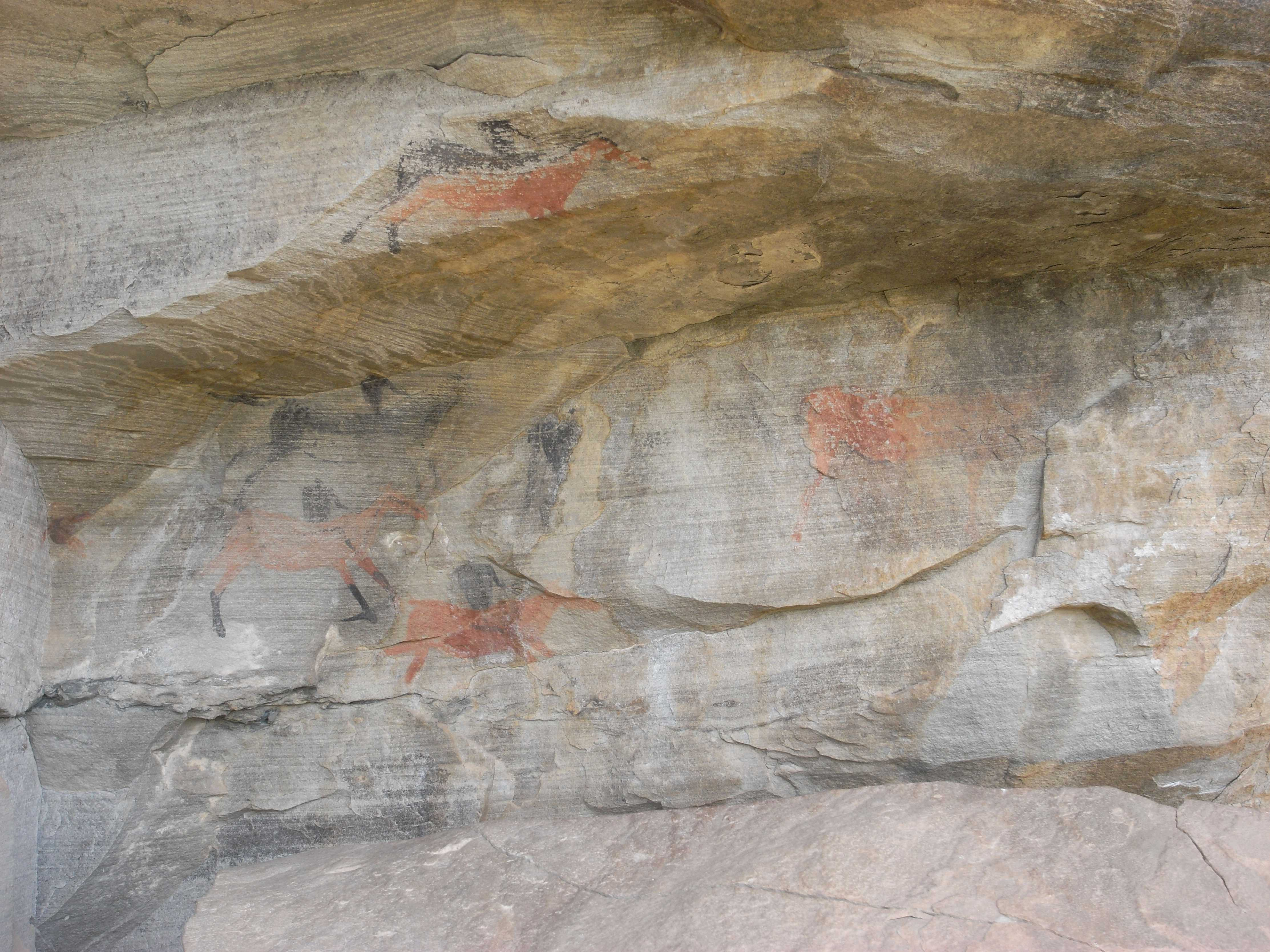